# Malí en los Juegos Paralímpicos de París 2024
Malí estuvo representado en los Juegos Paralímpicos de París 2024 dos deportistas, un hombre y una mujer. El equipo paralímpico maliense no obtuvo ninguna medalla en estos Juegos.